# Superman (film)
Superman (znan tudi pod imenom »Superman: Film«) je fantazijski, film iz leta 1978 posnet po stripovskem junaku iz stripa DS Comics, ki sta ga leta 1932 ustvarila američan Jerry Siegel in kanadčan Joel Schuster. Film je režiral Richard Donner, glavno vlogo pa je imel Christopher Reeve. Tako kot v originalem stripu tudi ta scenarij govori o dojenčku po imenu Kal-El iz planeta Kripton, ki svoje otroške in najstniške dni preživi na podeželju blizu Smallevillea. Poleg tega dela pod krinko kot nerodni reporter Kent Clark v fikcijskem mestu Metropolis.
Film je ameriška Kongresna knjižnica leta 2017 uvrstila v Narodni filmski register kot »kulturno, zgodovinsko ali estetsko pomemben film«.